# Aire d'attraction de Vitré
L'aire d'attraction de Vitré est un zonage d'étude défini par l'Insee pour caractériser l’influence de la commune de Vitré sur les communes environnantes. Publiée en octobre 2020, elle se substitue à l'aire urbaine de Vitré, qui comportait 12 communes dans le dernier zonage qui remontait à 2010.

## Définition
L'aire d'attraction d'une ville est composée d’un pôle, défini à partir de critères de population et d’emploi ainsi que d’une couronne constituée des communes dont au moins 15 % des actifs travaillent dans le pôle. Le pôle d’attraction constitue ainsi un point de convergence des déplacements domicile-travail,.

## Type et composition
L’aire d'attraction de Vitré est une aire inter-régionale qui comporte 30 communes : 29 situées en Ille-et-Vilaine et 1 dans la Mayenne (Bourgon). 
Elle est catégorisée dans les aires de 50 000 à moins de 200 000 habitants.
Dans la région, la population est relativement peu concentrée dans les pôles. Ainsi, moins d’un tiers de la population y vit contre plus de la moitié au niveau national. C’est en particulier le cas pour l’aire d'attraction de Vitré qui présente une population de 54 003 habitants (2020) localisés dans la région et dont 34,5 % résident dans le pôle.
En Bretagne, la population augmente de 0,6 % par an en moyenne entre 2007 et 2017 (+ 0,5 % en France). Pour l’aire de Vitré, elle est plus élevée puisqu'elle s'établit à 0,7 %. Le nombre d’emplois présents dans l’aire d’attraction est de 25 224.

### Carte

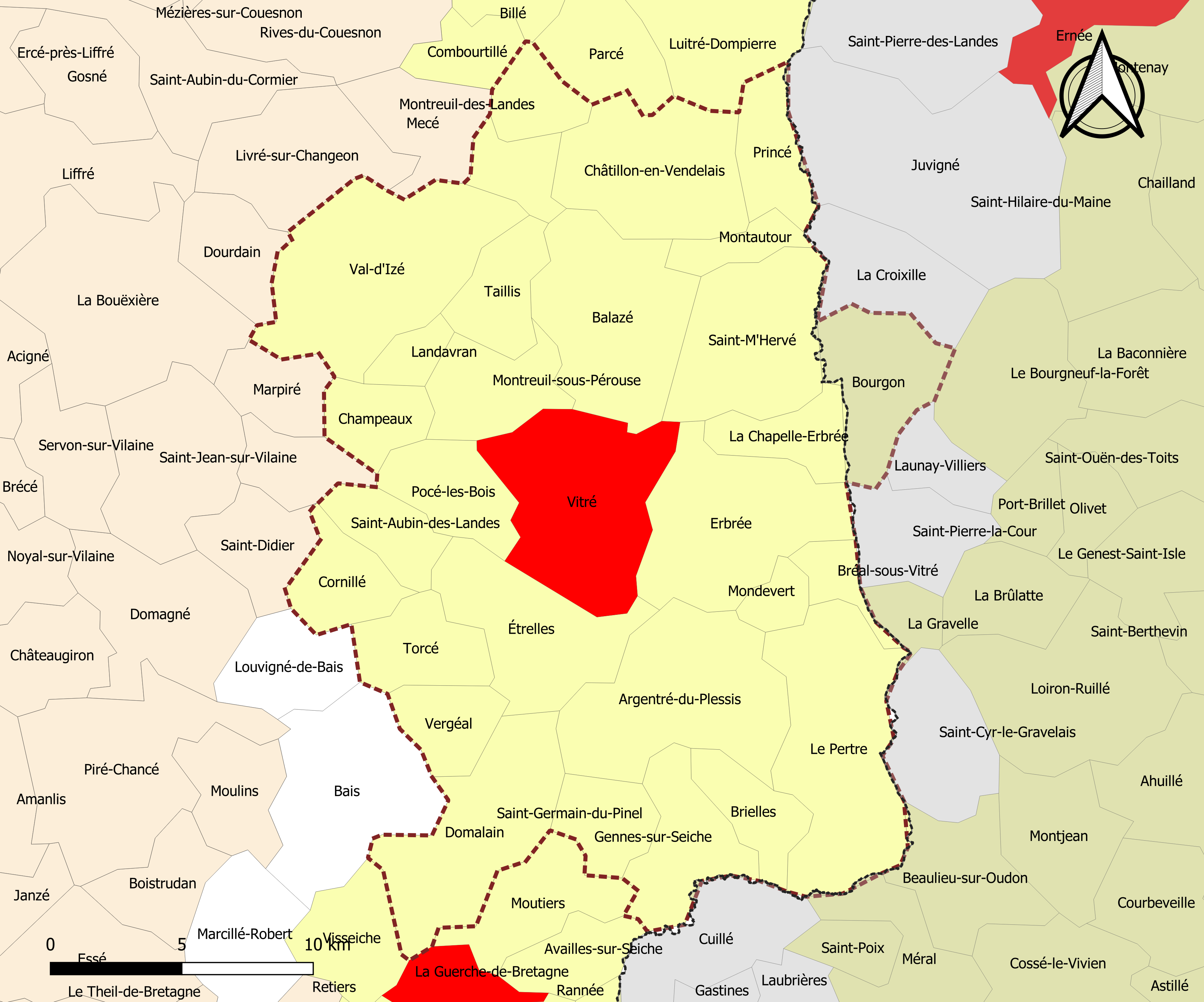
Carte de l'aire d'attraction de Vitré.
Commune-centre
Commune de la couronne

### Composition communale
| Nom                       | Code Insee | Département     | Statut                 | Superficie (km2) | Population (dernière pop. légale) | Densité (hab./km2) | Modifier                                    |
| ------------------------- | ---------- | --------------- | ---------------------- | ---------------- | --------------------------------- | ------------------ | ------------------------------------------- |
| Vitré (commune-centre)    | 35360      | Ille-et-Vilaine | commune-centre         | 37,03            | 18 892 (2022)                     | 510                | modifier les données · modifier les données |
| Argentré-du-Plessis       | 35006      | Ille-et-Vilaine | commune de la couronne | 41,46            | 4 591 (2022)                      | 111                | modifier les données · modifier les données |
| Balazé                    | 35015      | Ille-et-Vilaine | commune de la couronne | 36,66            | 2 181 (2022)                      | 59                 | modifier les données · modifier les données |
| Bréal-sous-Vitré          | 35038      | Ille-et-Vilaine | commune de la couronne | 5,75             | 614 (2022)                        | 107                | modifier les données · modifier les données |
| Brielles                  | 35042      | Ille-et-Vilaine | commune de la couronne | 11,40            | 679 (2022)                        | 60                 | modifier les données · modifier les données |
| Champeaux                 | 35052      | Ille-et-Vilaine | commune de la couronne | 9,83             | 504 (2022)                        | 51                 | modifier les données · modifier les données |
| La Chapelle-Erbrée        | 35061      | Ille-et-Vilaine | commune de la couronne | 11,98            | 723 (2022)                        | 60                 | modifier les données · modifier les données |
| Châtillon-en-Vendelais    | 35072      | Ille-et-Vilaine | commune de la couronne | 32,03            | 1 738 (2022)                      | 54                 | modifier les données · modifier les données |
| Cornillé                  | 35087      | Ille-et-Vilaine | commune de la couronne | 12,47            | 967 (2022)                        | 78                 | modifier les données · modifier les données |
| Domalain                  | 35097      | Ille-et-Vilaine | commune de la couronne | 33,54            | 2 050 (2022)                      | 61                 | modifier les données · modifier les données |
| Erbrée                    | 35105      | Ille-et-Vilaine | commune de la couronne | 35,52            | 1 713 (2022)                      | 48                 | modifier les données · modifier les données |
| Étrelles                  | 35109      | Ille-et-Vilaine | commune de la couronne | 27,17            | 2 670 (2022)                      | 98                 | modifier les données · modifier les données |
| Gennes-sur-Seiche         | 35119      | Ille-et-Vilaine | commune de la couronne | 18,50            | 943 (2022)                        | 51                 | modifier les données · modifier les données |
| Landavran                 | 35141      | Ille-et-Vilaine | commune de la couronne | 5,01             | 682 (2022)                        | 136                | modifier les données · modifier les données |
| Mondevert                 | 35183      | Ille-et-Vilaine | commune de la couronne | 5,02             | 806 (2022)                        | 161                | modifier les données · modifier les données |
| Montautour                | 35185      | Ille-et-Vilaine | commune de la couronne | 6,90             | 268 (2022)                        | 39                 | modifier les données · modifier les données |
| Montreuil-des-Landes      | 35192      | Ille-et-Vilaine | commune de la couronne | 9,42             | 235 (2022)                        | 25                 | modifier les données · modifier les données |
| Montreuil-sous-Pérouse    | 35194      | Ille-et-Vilaine | commune de la couronne | 15,49            | 1 041 (2022)                      | 67                 | modifier les données · modifier les données |
| Le Pertre                 | 35217      | Ille-et-Vilaine | commune de la couronne | 43,63            | 1 372 (2022)                      | 31                 | modifier les données · modifier les données |
| Pocé-les-Bois             | 35229      | Ille-et-Vilaine | commune de la couronne | 14,84            | 1 317 (2022)                      | 89                 | modifier les données · modifier les données |
| Princé                    | 35232      | Ille-et-Vilaine | commune de la couronne | 12,36            | 398 (2022)                        | 32                 | modifier les données · modifier les données |
| Saint-Aubin-des-Landes    | 35252      | Ille-et-Vilaine | commune de la couronne | 10,28            | 923 (2022)                        | 90                 | modifier les données · modifier les données |
| Saint-Christophe-des-Bois | 35260      | Ille-et-Vilaine | commune de la couronne | 9,26             | 562 (2022)                        | 61                 | modifier les données · modifier les données |
| Saint-Germain-du-Pinel    | 35272      | Ille-et-Vilaine | commune de la couronne | 11,30            | 1 007 (2022)                      | 89                 | modifier les données · modifier les données |
| Saint-M'Hervé             | 35300      | Ille-et-Vilaine | commune de la couronne | 29,68            | 1 357 (2022)                      | 46                 | modifier les données · modifier les données |
| Taillis                   | 35330      | Ille-et-Vilaine | commune de la couronne | 12,27            | 1 036 (2022)                      | 84                 | modifier les données · modifier les données |
| Torcé                     | 35338      | Ille-et-Vilaine | commune de la couronne | 14,03            | 1 270 (2022)                      | 91                 | modifier les données · modifier les données |
| Val-d'Izé                 | 35347      | Ille-et-Vilaine | commune de la couronne | 43,79            | 2 601 (2022)                      | 59                 | modifier les données · modifier les données |
| Vergéal                   | 35350      | Ille-et-Vilaine | commune de la couronne | 11,21            | 804 (2022)                        | 72                 | modifier les données · modifier les données |
| Bourgon                   | 53040      | Mayenne         | commune de la couronne | 20,97            | 618 (2022)                        | 29                 | modifier les données · modifier les données |